# Frühling (Munch)
Frühling (norwegisch: Vår) ist ein Gemälde des norwegischen Malers Edvard Munch, das erstmals im Jahr 1889 ausgestellt wurde. Es greift das Motiv Das kranke Kind wieder auf, an dem Munch in den Jahren 1885/86 gearbeitet hatte, und zeigt ein krankes, auf ein Kissen gebettetes Mädchen und eine ältere Frau an seiner Seite. Die Stimmung ist, auch durch das einfallende Frühlingslicht, optimistischer als im Vorgänger. Die naturalistisch-impressionistische Malweise von Frühling wird häufig als Reaktion auf den Skandal gewertet, den Munch mit dem roher bearbeiteten Kranken Kind ausgelöst hatte, und das großformatige Gemälde gilt als Rennomierstück im akademischen Stil.

## Bildbeschreibung
Im Mittelpunkt des Bildausschnitts eines Zimmers sitzt ein junges Mädchen in einem Lehnstuhl. Seinen auf ein weißes Kissen gebetteten Kopf hat es vom einfallenden Tageslicht abgewandt. Seine Gestalt wird eingerahmt von einem großen braunen Schrank im Hintergrund. Neben dem Mädchen sitzt eine ältere Frau, die seine Mutter sein könnte. Die gesunde Gesichtsfarbe der Frau bildet einen auffälligen Kontrast zum sehr blassen Gesicht des Mädchens. Während die Frau strickt, hält das Mädchen ein Taschentuch in den Händen, auf dem rote Blutspuren zu erkennen sind. In der linken unteren Bildecke steht ein runder, von einer Tischdecke bedeckter Tisch. Darauf befinden sich eine Glaskaraffe und ein Medizinfläschchen als begleitende Accessoires der Krankheit. Sie bilden einen Gegenpol zu den Topfpflanzen auf dem Fenstersims mit ihrem lebendigen Grün, die im hellen, durch ein Fenster einfallenden Tageslicht stehen. Die weißen, lichtdurchlässigen Gardinen werden vom Frühlingswind gebauscht. Während die linke Bildhälfte von dunklen Grau- und Brauntönen bestimmt wird, sind die Weiß-, Gelb- und Grüntöne der rechten Bildhälfte hell und lichtdurchflutet.

## Autobiografischer Hintergrund undDas kranke Kind
Edvard Munch machte schon von frühester Jugend an Erfahrungen mit Krankheit und Tod. Im Alter von 33 Jahren starb 1868 Munchs Mutter, als er gerade fünf Jahre alt war, an Tuberkulose. 1877 starb Munchs ältere Schwester Sophie mit 15 Jahren an derselben Krankheit. Zwölf Jahre später starb sein Vater. Munch war als Kind schwächlich und häufig krank, seine Kinder- und Jugendzeit wurde von einer beständigen Todesangst überschattet. Er äußerte sich später: „In meinem Elternhaus hausten Krankheit und Tod. Ich habe wohl nie das Unglück von dort überwunden. Es ist auch für meine Kunst bestimmend gewesen.“ In jenem Sessel, in dem das kranke Mädchen im Bild gebettet ist, hätten seine Familienmitglieder „Winter um Winter gesessen und sich nach der Sonne gesehnt – bis der Tod sie holte...“

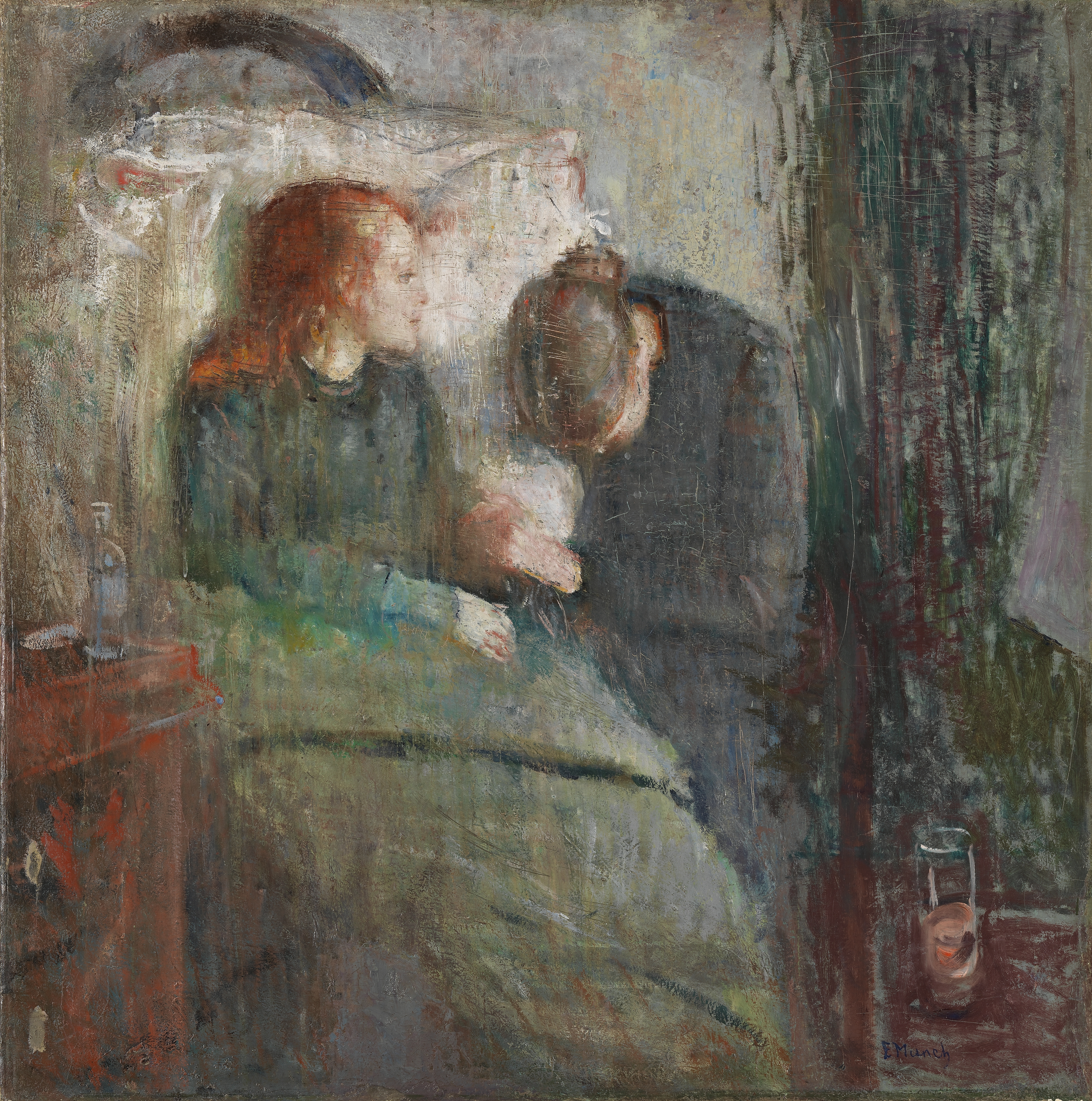
Das kranke Kind (1885/86), Öl auf Leinwand, 119,5 × 118,5, Nationalgalerie Oslo
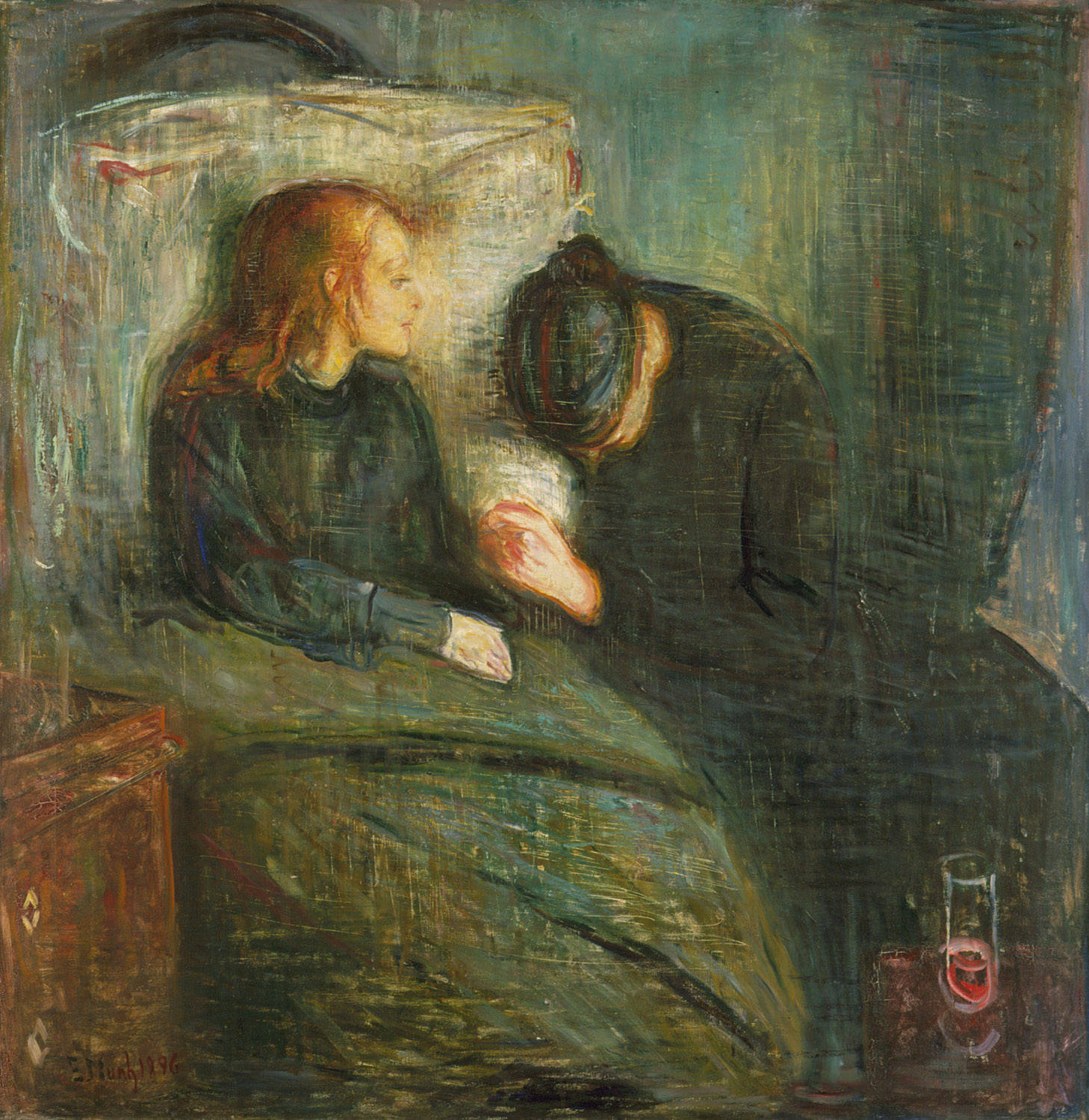
Das kranke Kind (1896), Öl auf Leinwand, 121,5 × 118,5, Kunstmuseum Göteborg
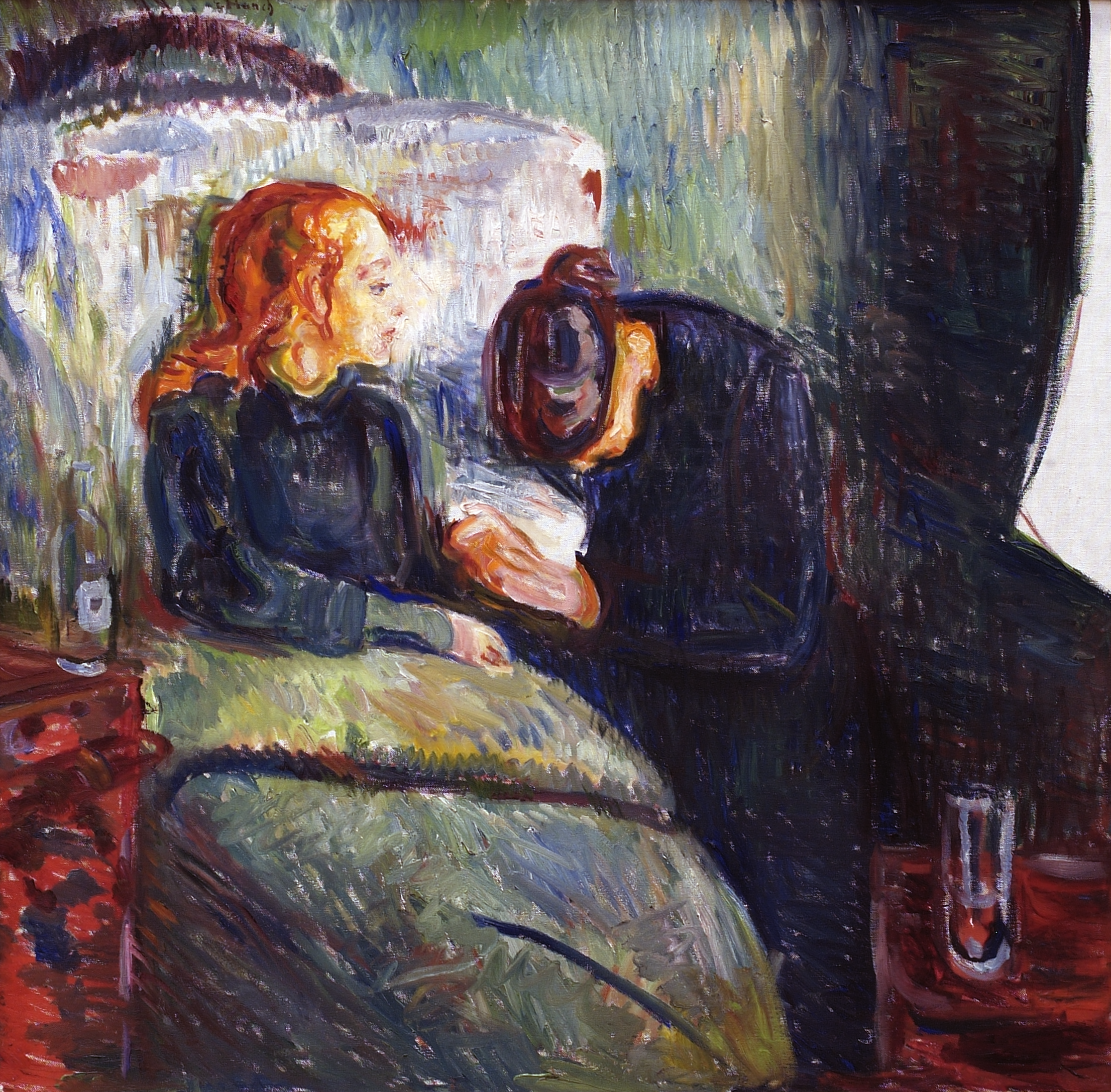
Das kranke Kind (1907), Öl auf Leinwand, 118 × 120, Thielska galleriet Stockholm
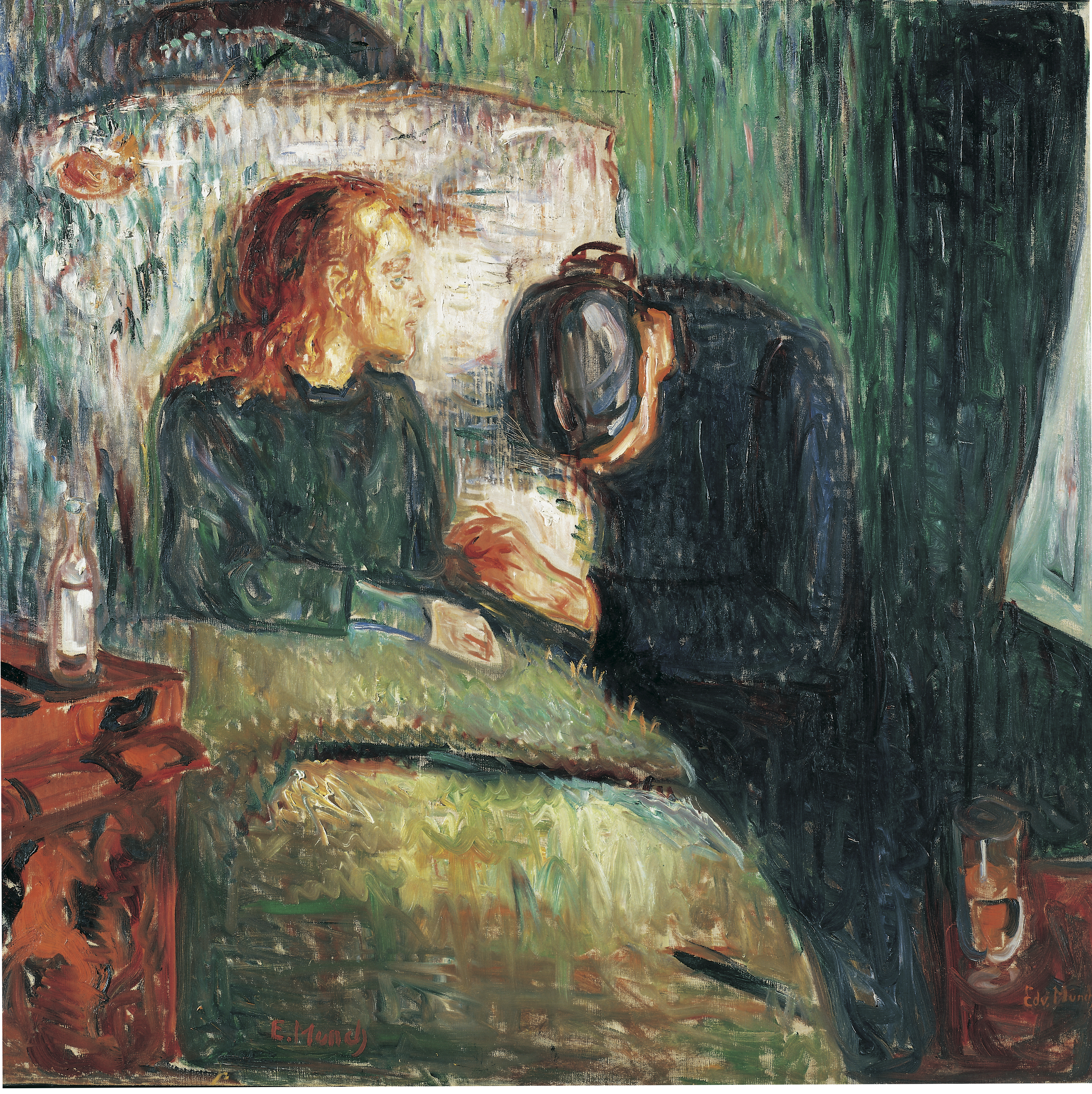
Das kranke Kind (1907), Öl auf Leinwand, 118,5 × 121, Tate Gallery London
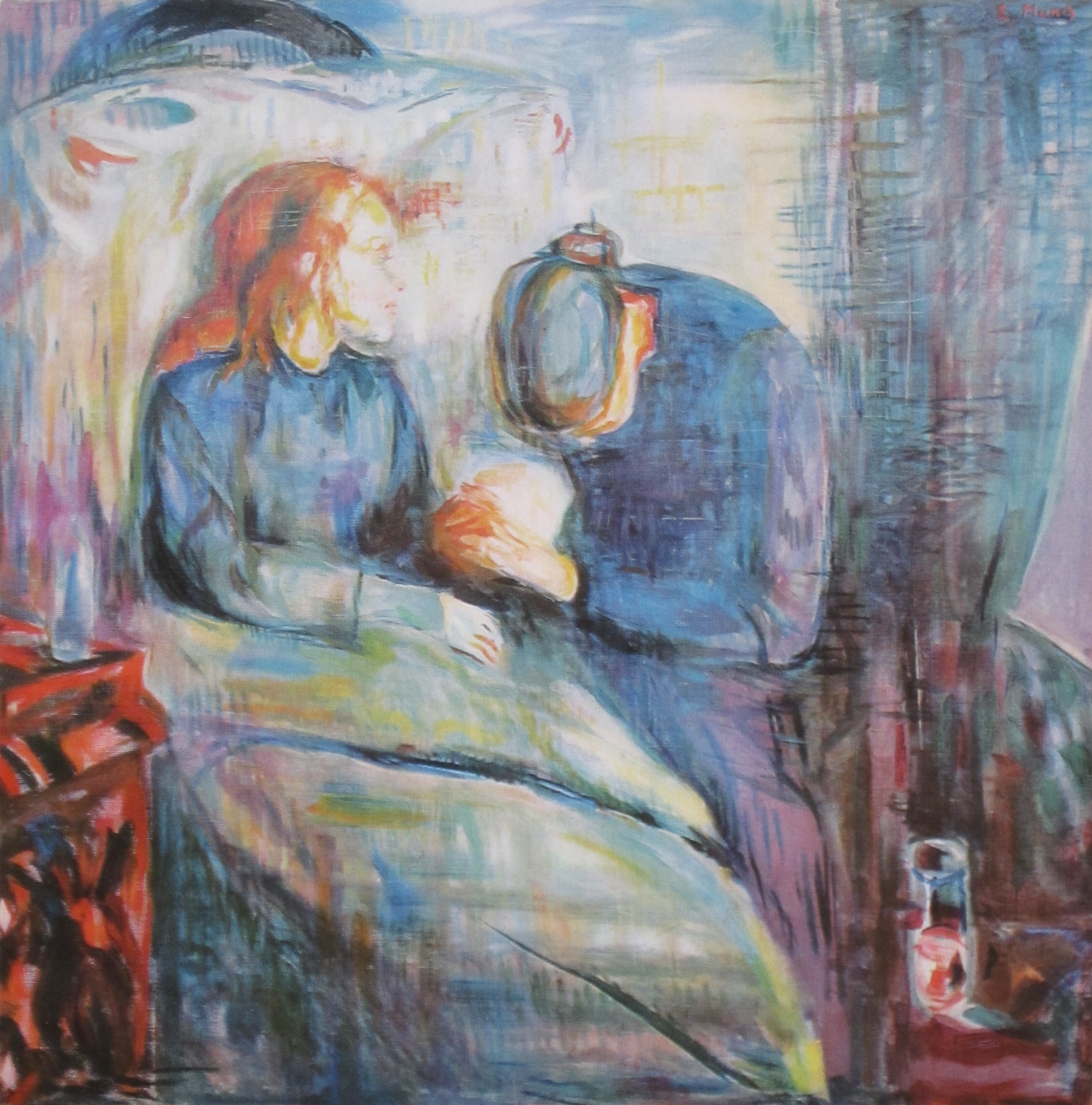
Das kranke Kind (vor 1925), Öl auf Leinwand, 117 × 116, Munch-Museum Oslo

Munchs früheste künstlerische Verarbeitung des Todes seiner Schwester Sophie und seiner eigenen Todesangst war das Motiv Das kranke Kind, mit dem der Künstler 1885/86 bis zu seiner Fertigstellung ungefähr ein Jahr lang rang, und das er von da an in regelmäßige Abständen neu malte. Die Entstehung von Frühling fällt mit der Genesung von einer schweren Krankheit Anfang des Jahres 1889 zusammen. Somit ist dieses Bild laut Ulrich Bischoff auch vor dem Hintergrund der Wiedererlangung der eigenen Kräfte zu sehen.

## Interpretation

### Todesmotiv oder Hoffnungsschimmer
Das kranke Kind wird allgemein nicht nur als Krankenszene interpretiert, sondern als Darstellung eines nahe bevorstehenden Todes. So sieht Uwe M. Schneede in dem fahlen Gesicht des Mädchens eine Form von Transzendenz, „den fremden Schein, der nicht mehr hiesig ist“. In Frühling habe Munch jedoch „den Sinn für glücklichere Bildausgänge“ beweisen wollen. Entscheidend dabei ist die Funktion des Fensters: im ersten Bild beinahe außerhalb des Sichtfeldes und dunkel, ohne dass Licht einfällt. Im zweiten Bild verheißt die Aussicht Hoffnung auf Leben. Josef Paul Hodin beschreibt zwar, wie sich das Mädchen vor dem warmen Sonnenlicht abwendet, als könne es dieses nicht ertragen. Dennoch erinnern ihn die geblähten Gardinen an Segel, „die Segel von Hoffnung und Träumen von Leben und Schönheit“. Auch Ulrich Bischoff sieht sie als Zeichen „der lebensspendenden Kraft der frischen Luft, die in das Dunkel des Krankenzimmers dringt.“ Arne Eggum hingegen erkennt auch in Frühling ein „monumentales, naturalistisches Todesmotiv“ und verweist dabei auf das signalrote Blut auf dem Taschentuch.

### Naturalismus und Impressionismus
Eine weitere kunsttheoretische Deutung stammt von Ulrich Bischoff: Vor dem Hintergrund, dass sich Munch mit seinem Werk gerade an die akademische Kunstwelt wenden wollte, kann man es auch als Gegenüberstellungen zweier Kunstströmungen auffassen: Dem von Materialtreue und Detailgenauigkeit bestimmten Naturalismus, der dadurch auch etwas Starres, Totes erhält, hat Munch in der rechten Bildhälfte den lebendigen Impressionismus gegenübergestellt mit seinen luftigen, hellen Farben, die von der Freilichtmalerei bestimmt sind. Für Arne Eggum bildet das Bild ebenso die Summe von Munchs Experimenten mit dem Naturalismus seiner norwegischen Vorläufer um Christian Krohg wie die Summe seiner Experimente mit dem Impressionismus, wie er ihn verstand. J. P.  Hodin sieht hingegen noch das ganze Bild befangen in einem lyrischen Naturalismus mit seinen peinlich genauen Details. Es zeige Munch auf dem Höhepunkt seines naturalistischen Könnens, was allerdings einer Regression gleichkam, nachdem er zuvor mit dem Kranken Kind bereits in den Expressionismus vorgestoßen war.

## Bildgeschichte

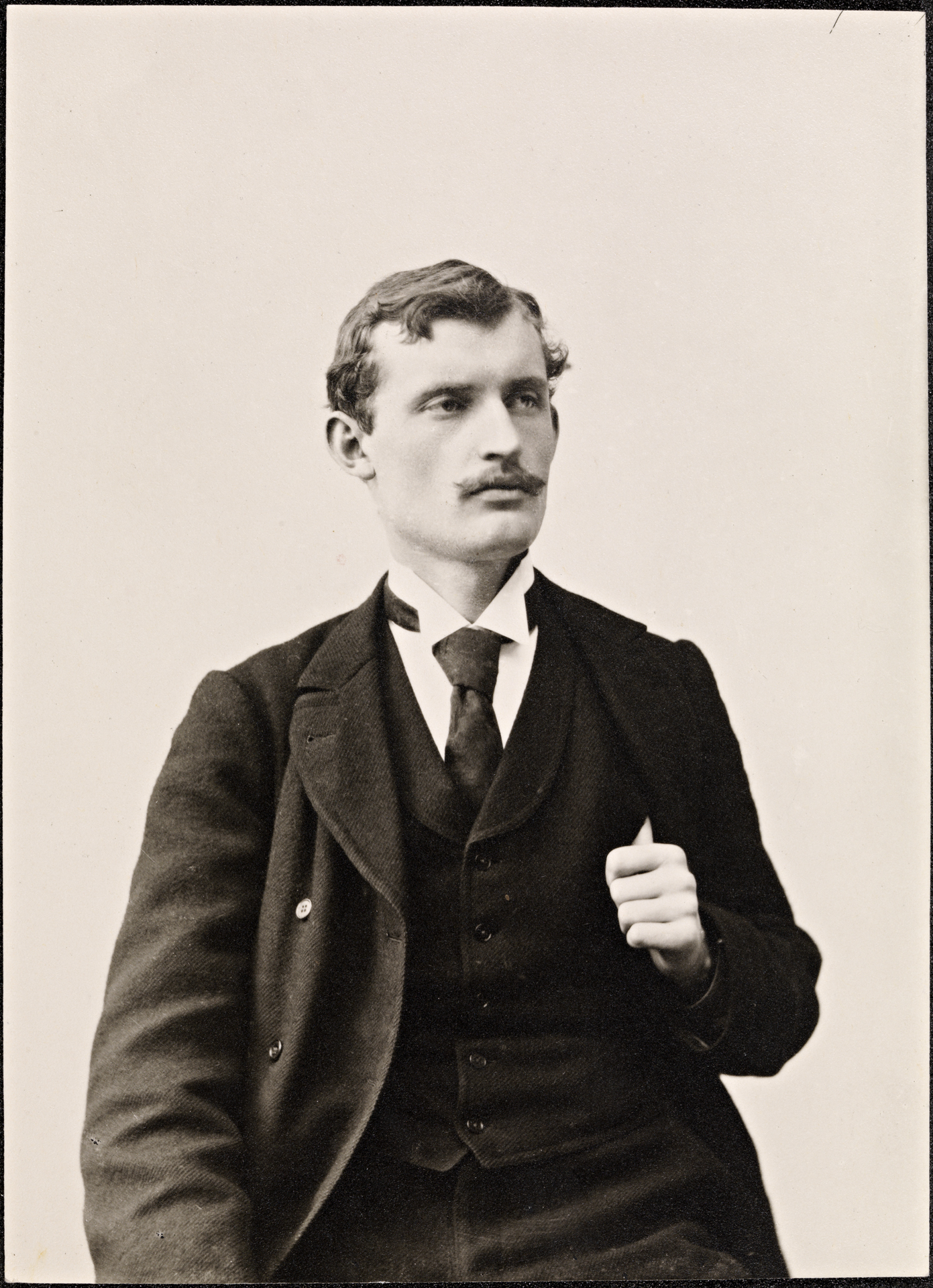
Edvard Munch, um 1889

Obwohl Frühling heute zumeist auf das Jahr 1889 datiert wird, so etwa 2008 im Catalogue raisonné von Gerd Woll, geben Munchs eigene Aufzeichnungen das Jahr 1887 an. Dies würde laut Arne Eggum auch eher zu Munchs malerischer Entwicklung passen. Dieser beschrieb die tiefgreifenden Veränderungen seines Stils im Rückblick: „Mit Frühling – dem kranken Mädchen und der Mutter am offenen Fenster mit der hereinströmenden Sonne nahm ich Abschied vom Impressionismus und Realismus. – Mit dem kranken Kind brach ich mir neue Wege – es war ein Durchbruch in meiner Kunst – Das meiste, was ich später gemacht habe, hat seinen Ursprung in diesem Bild.“ Diesen Abschied wertet Eggum auch als einen Abschied von der gefälligen Kunst, die Erfolg in den Kunstsalons hätte einbringen können, hin zu Munchs neuem Selbstverständnis als experimenteller Künstler, der seinen eigenen Weg finden wollte und musste.
Eine Röntgenanalyse von Frühling hat zutage geführt, dass die Bildkomposition ursprünglich viel näher am Kranken Kind lag. Wie in diesem Bild blickte der Betrachter frontal auf das kranke Mädchen. Zusätzliche Figuren waren um die Mutter-Kind-Kombination gruppiert, darunter insbesondere eine Männerfigur, die Züge von Christian Munch, dem Vater des Künstlers, trug. Auch dies legt für Arne Eggum nahe, dass es sich beim Kranken Kind um eine Vorstufe zum zeitnah weiterentwickelten Frühling gehandelt haben könnte.
Die Entstehung von Frühling wird überwiegend als Munchs Reaktion auf die heftige Ablehnung der Präsentation des Kranken Kindes auf der Herbstausstellung 1886 in Kristiana, dem heutigen Oslo, gewertet. Die „schockartige Wirkung“ des Bildes war laut Arne Eggum „einzigartig in der norwegischen Kunstgeschichte“. Munch, auf den die drastisch formulierte Kritik Wirkung zeigte, versuchte mit einigen der folgenden Bildern, sich den zeitgenössischen künstlerischen Konventionen unterzuordnen. So sieht etwa Reinhold Heller im großformatigen, stilistisch jedoch konventionelleren Frühling vor allem „ein akademisches Renommierstück in naturalistischer Manier und Farbe“, und auch für Uwe M. Schneede wollte Munch mit dem Bild vor allem jene „akademische Fertigkeiten“ beweisen, die ihm beim Kranken Kind abgesprochen worden waren.
Munch präsentierte Frühling erstmals auf einer Retrospektive von 110 Werken, die er im April und Mai 1889 in den Räumen des Studentenverbandes von Kristiana ausstellte. Die Kritik war von dem selbstbewussten Auftritt wenig angetan. So schrieb ein Kritiker: „Ein junger, unreifer Künstler muß eine große Frechheit besitzen und jeglicher Bescheidenheit entbehren, um in dieser Form an die Öffentlichkeit zu treten […] besonders, wenn er offensichtlich noch keineswegs seine Ausbildung abgeschlossen hat.“ Reinhold Heller bekräftigte dieses Urteil angesichts des uneinheitlichen Stils der gezeigten Werke und der offenkundigen Suche des jungen Malers nach seinem eigenen Stil. Dennoch zeitigte die Ausstellung einen Erfolg: Munch erhielt ein zweijähriges Staatsstipendium für Künstler und empfahl sich – auch mit seinem „Salon“-Bild Frühling – für eine Beteiligung an der Pariser Weltausstellung 1889.